# Ruminghem
Ruminghem település Franciaországban, Pas-de-Calais megyében. Lakosainak száma 1607 fő (2022. január 1.). Ruminghem Saint-Pierre-Brouck, Éperlecques, Holque, Muncq-Nieurlet és Sainte-Marie-Kerque községekkel határos.

## Népesség
A település népessége az elmúlt években az alábbi módon változott:
| Lakosok száma | 1640 | 1668 | 1681 | 1650 | 1641 | 1626 | 1612 | 1602 | 1607 |
|               | 2013 | 2015 | 2016 | 2017 | 2018 | 2019 | 2020 | 2021 | 2022 |